# IC 2881
IC 2881 је елиптична галаксија у сазвјежђу Лав која се налази на листи објеката дубоког неба у Индекс каталогу.
Деклинација објекта је + 12° 30' 41" а ректасцензија 11h 29m 54,5s. Привидна величина (магнитуда) објекта IC 2881 износи 16,0 а фотографска магнитуда 17,0.